# Lorenz Raab

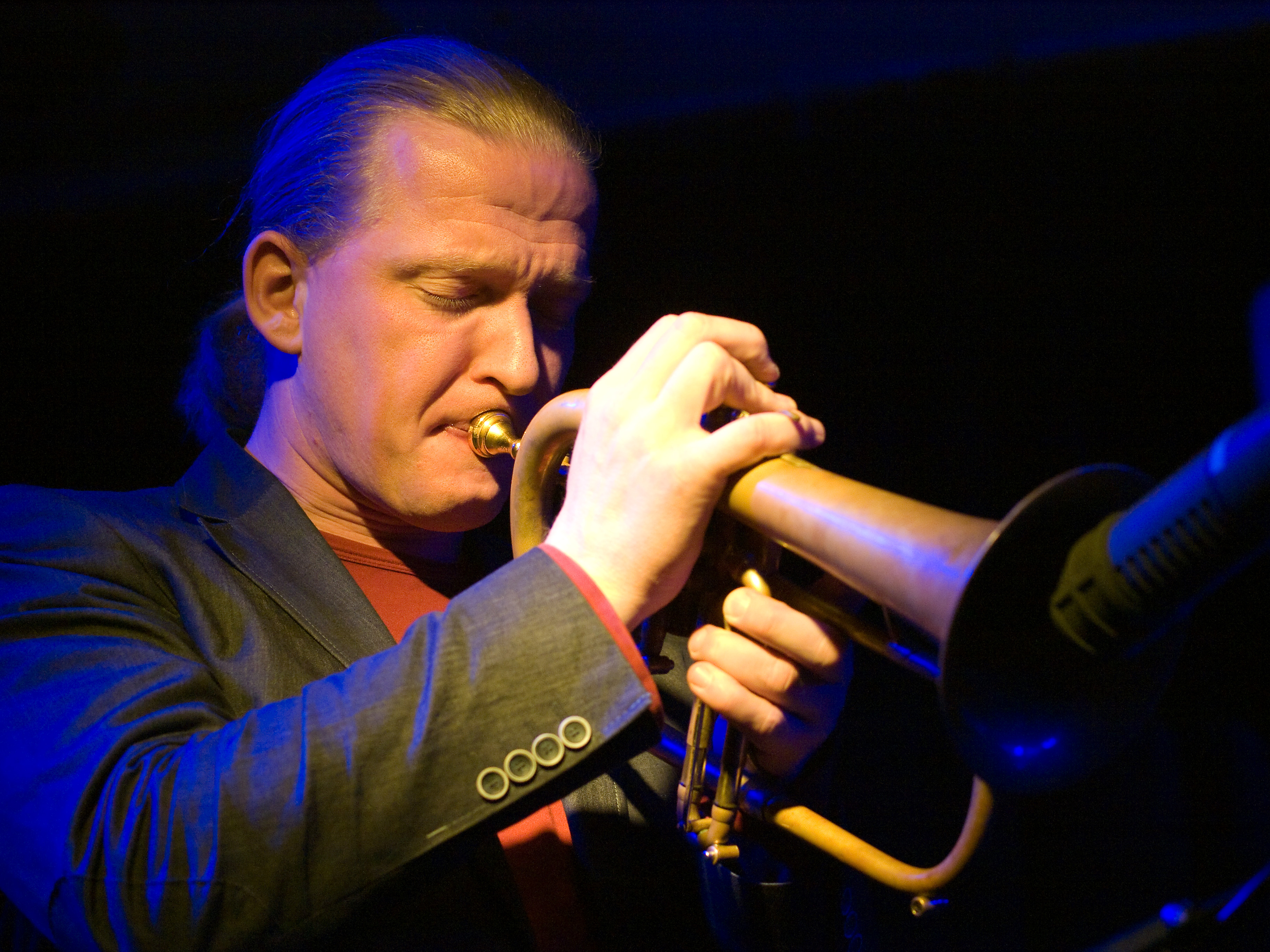
Lorenz Raab (Unterfahrt 2011)

Lorenz Raab (* 1975 in Linz) ist ein österreichischer Trompeter (auch Flügelhorn, Piccolotrompete, Naturtrompete), der zwischen Jazz und klassischer Musik pendelt.

## Leben und Wirken
Raab lernte als Kind Trompete auf Veranlassung seines Vaters, der als Kapellmeister der  Feuerwehrmusikkapelle Rainbach im Innkreis einen ersten Trompeter benötigte. Ab dem Alter von 14 Jahren studierte er zwischen 1989 und 1997 klassische Trompete bei Adolf Holler an der Wiener Musikhochschule. Entscheidend für seine weitere Karriere war ein zweijähriger Aufenthalt in Bremen (1997–1999), wo er an der dortigen Trompetenakademie von Jazzmusikern wie Kenny Wheeler und Ingrid Jensen unterrichtet wurde. Nach seiner Rückkehr nach Österreich studierte er weiter am Salzburger Mozarteum bei Hans Gansch das Konzertfach Trompete.
In den folgenden Jahren arbeitete Raab als Solotrompeter beim Vienna Art Orchestra. Heute ist er Solotrompeter der Wiener Volksoper. Weiterhin arbeitete er mit Musikern wie Benjamin Schmid, Paul Gulda, Georg Breinschmid, Jamaaladeen Tacuma, dZihan & Kamien, Anthony Braxton, Wolfgang Puschnig, Christoph Cech, Max Nagl, Melissa Coleman, Otto Lechner, Christian und Wolfgang Muthspiel, Oskar Aichinger, Martin Siewert, Harry Sokal oder Zeena Parkins.
Raab leitete im Bereich des Jazz Bands wie Forms of Plasticity oder Bleu, mit denen er auch Alben veröffentlichte. In seiner :xy band versucht er mit, akustischen Mitteln Elektronik-artige Klänge zu erzeugen. Weiterhin tritt er im Duo mit David Helbock auf. Tom Lord verzeichnet 37 Aufnahmen von ihm zwischen 2000 und 2016.

## Preise und Auszeichnungen
Raab ist zweifacher Träger des Hans-Koller-Preises: 2003 erhielt er den Publikumspreis, 2004 folgte der Preis als „Newcomer des Jahres“; zudem war er 2006 in der Kategorie „CD des Jahres“ für seine CD bleu und 2007 in der Kategorie „Musiker des Jahres“ nominiert.

## Diskografische Hinweise
- Lorenz Raab:XY Band: Blue Silk (Universal 2005, mit Herbert Pirker, Matthias Pichler, Oliver Steger und Christof Dienz)
- Lorenz Raab Zoé: Live at Jazzfestival Saalfelden 06 (mit Ali Angerer, Zeena Parkins, Christof Dienz, Matthias Pichler, Oliver Steger, Herbert Pirker, Rainer Deixler)[1]
- Expanded (Unit Records 2012, mit Michel Godard, Eirik Hegdal, Lucas Niggli)
- Impassioned (Unit Records 2017, mit Matthias Pichler, Lucas Niggli)